# Villafalé
Villafalé es una localidad española perteneciente al municipio de Villasabariego, en la provincia de León, comunidad autónoma de Castilla y León.

## Geografía

### Ubicación
| Noroeste: Villamoros de Mansilla | Norte: Villasabariego      | Noreste: Villiguer             |
| Oeste: Mansilla Mayor            |                            | Este: Villomar                 |
| Suroeste Mansilla de las Mulas   | Sur: Mansilla de las Mulas | Sureste: Mansilla de las Mulas |

## Historia
En su origen, Villafalé era un núcleo agrícola poblado por astures de la ciudad de Lancia. Con el abandono de dicha ciudad (a la caída del imperio romano) perdió la población que volvió a recuperar con las migraciones germano-godas (Campi gothorum). Durante la Alta Edad Media adquirió el título de Villa, que le confería autonomía y jurisdicción civil y criminal, siendo independiente de cualquier otra población o monasterio vecinos. En el siglo XIX con la creación de la nueva división administrativa se establecen los nuevos municipios, quedando Villafalé vinculado al actual Villasabariego.
Aunque hasta ahora no se han encontrado restos arqueológicos, sí se poseen documentos eclesiales que así lo atestiguan. Su nombre original significa Villa fértil a orillas del Río Astura.

## Demografía
Evolución de la población
| Gráfica de evolución demográfica de Villafalé entre 2000 y 2014    |
|                                                                    |
| Población de derecho (2000-2014) según el padrón municipal del INE |

## Economía

### Agricultura
La economía se basa en la agricultura y ganadería, como tantos otros pueblos de la zona.
La agricultura se distribuye en tres zonas geográficas, la más cercana al río, llamada "El Soto", la más suave de las tres, a través de la cual se llega a Mansilla de las Mulas; la más cercana al Monte Jano, o "Mataganado", llamada así porque su dureza hacía sufrir a los animales que la labraban; a través de esta última se llega a Villasabariego; y "La Tejera", en el extremo del pueblo contrario al Soto, junto al río también, de terreno arcilloso, antes usado para conseguir cerámica, de ahí su nombre. A través de la Tejera se llega a Villiguer.
Los principales cultivos son de maíz y alfalfa, debido a ser la principal dieta del ganado de la localidad. Los que lo cultivan son ganaderos que usan el forraje para alimentar a su propio ganado. Además hay dos viveros, especializados en especies agrícolas uno, y en plantas ornamentales el otro.

### Ganadería
Dedicada sobre todo al ganado vacuno de leche, habiendo un millar de cabezas repartidas en varias explotaciones, y otro millar de ovino de leche. También hay un buen número de caballos, cabras, cerdos y aves de razas autóctonas. 

## Patrimonio histórico-artístico
La influencia de los Prioratos de San Miguel y Villaverde se hace notar en las obras de los antiguos pobladores de este enclave:

### Arquitectura
- La iglesia principal, o parroquia de San Andrés, es del siglo XVI. Su interés radica sobre todo en su alta torre-campanario de estilo típico de la zona (parejas de cigüeñas tienen en ella su nido), y en las imágenes de su interior.
- "La Fastera", es la Plaza Mayor del pueblo, con casas alrededor formando un círculo, también al estilo de los pueblos de la zona. Espacio público, amplio y descubierto, en él se suelen realizar gran variedad de actividades: Lugar de reunión de los vecinos para el día de diario, para las fiestas, juegos, procesiones, etc. Allí se encuentra también la consulta del médico, motivo adicional de charlas y reuniones.
- "El caño", es la fuente de un pozo artesiano, donde gente de todas las edades de reúne para divertirse, sobre todo en verano, y va a recoger agua fresca.

### Escultura
Sobre todo dentro de la iglesia:
- Estatua del Apóstol San Andrés, patrón de la Villa, con su peculiar cruz aspada, que representa el martirio que el apóstol sufrió en Patras, Grecia.
- Estatua de Cristo en la Cruz gótica.
- Estatua de San Isidro Labrador.
- Estatua de la Virgen con Niño, de gran valor por su antigüedad, pues es barroca.
- Estatua de San Antonio con la gocha, patrón de los animales y los porquerizos entre otros, de gran valor por su antigüedad (siglo XIII).
- La Pila Bautismal, románica.
- Escultura de la Virgen Doliente.